# موش زمستان‌خواب بزرگ مینورکایی
موش زمستان‌خواب بزرگ منرکایی (نام علمی: Hypnomys mahonensis) نام یک گونه از تیره موش زمستان‌خواب است.